# أبو كرتونة (فلم)
أبو كرتونة فيلم مصري إنتاج سنة 1991 بطولة محمود عبد العزيز وسماح أنور وسعاد نصر وحسن حسني وحسين الشربيني وظهر كدور ثانوي كل من ميمي جمال وفيفيان صلاح الدين وأحمد عبد الوارث الفيلم من إخراج محمد حسيب.

## قصة الفيلم
يروي قصة رئيس مجلس إدارة إحدى الشركات وهو مهران بيه (حسن حسني)، أراد أن يتملّق العمال، فقرر تعيين أحدهم وهو عامل المخازن أبو كرتونة (محمود عبد العزيز) واثقًا من أنه لن يفهم ما يدور حوله. ليتمكن من سرقة المصنع والمخازن بمساعدة زكي (حسين الشربيني).
يتفشى الفساد في الشركة التي يرأس مهران مجلس إدارتها والذي يستغل مركزه ليقوم بعمليات اختلاس ونهب مع زكى مدير الشركة. يكتشف العمال هذا الفساد ويتصدون له ويقوم مهران وزكى برشوة المسئولين عن المعمل، ليعلنوا أن منتجات الشركة من الألبان فاسدة، يتملق مهران العمال فيدخل أحدهم ويدعى أبو كرتونة عضو مجلس الإدارة ليدرك حقيقة الموقف ويتكتل مع العمال لتوزيع البضاعة الراكدة بعد سرقتها من المخازن حتى يمكن إنقاذ الشركة من الإفلاس لتتم مكافأتهم لموقفهم البطولى رغم تهمة السرقة الموجهة لكل منهم.

## روابط خارجية
- مقالات تستعمل روابط فنية بلا صلة مع ويكي بيانات